# Nicolás de Cardona
Pour les articles homonymes, voir de Cardona.
| Nicolás de Cardona Nicolás de Cardona, dans son édition de 1632 de l'Exploration du Monde, publie cette vue de la baie et de la ville d'Acapulco, mentionnant la présence d'un « navire du Japon » (lettre « D »), qui est probablement le San Juan Bautista (Gonoi, p. 53). Cardona se trouve à Acapulco entre fin 1614 et le 21 mars 1615. La légende complète est : - A. Les navires de l'expédition. - B. Le château de San Diego. - C. La ville. - D. Un navire venu du Japon. - E. Los Manzanillos. - F. El Grifo. |                        |
| Naissance | Séville                |
| Activité | Explorateur            |
| Période d'activité | Depuis le XVIIe siècle |

Nicolás de Cardona était un aventurier espagnol originaire de Séville, qui fut impliqué dans l'exploration de la côte ouest d'Amérique du Nord.

## Biographie
En 1610, Nicolás fait voile d'Espagne vers les Amériques, en tant que capitaine dans la flotte général Juan Gutiérrez de Garibay. Nicolás commande six navires avec le capitaine Francisco Basilio.
Le 13 août 1611, une concession pour l'exploitation de la pêche aux perles le long de la côte californienne, précédemment tenue sans succès par Sebastián Vizcaíno, est donnée à Tomás de Cardona (l'oncle de Nicolás), Sancho de Merás, et Francisco de la Paraya, tous originaires de Séville.
Nicolás est placé à la tête de l'exploration. Il se rend à Acapulco fin 1614 et construit là-bas trois frégates, le San Antonio, le San Francisco et le San Diego.
Durant les années qui suivent, Cardonna tente en vain d'établir un commerce de perles, et combat les intrusions du Hollandais Joris van Spilbergen.
Ruiné, Cardonna rentre en Espagne pour obtenir plus de fonds, et tente à nouveau de développer le commerce des perles, recevant des ordres royaux en mai 1618.
il retourne finalement en Espagne en 1623, où il publie en 1632 ses « Descriptions hydrographiques et géographiques de nombreuses terres et mers du nord et du sud des indes, spécifiquement sur la découverte du royaume de Californie ».